# Stefan Maurer
Stefan Maurer (6 de outubro de 1960 — 28 de janeiro de 1994) foi um ciclista de estrada suíço. Ele competiu na prova de estrada nos Jogos Olímpicos de Verão de 1984. Se afogou em acidente de mergulho na Tailândia em 1994.